# Mátyás Rákosi

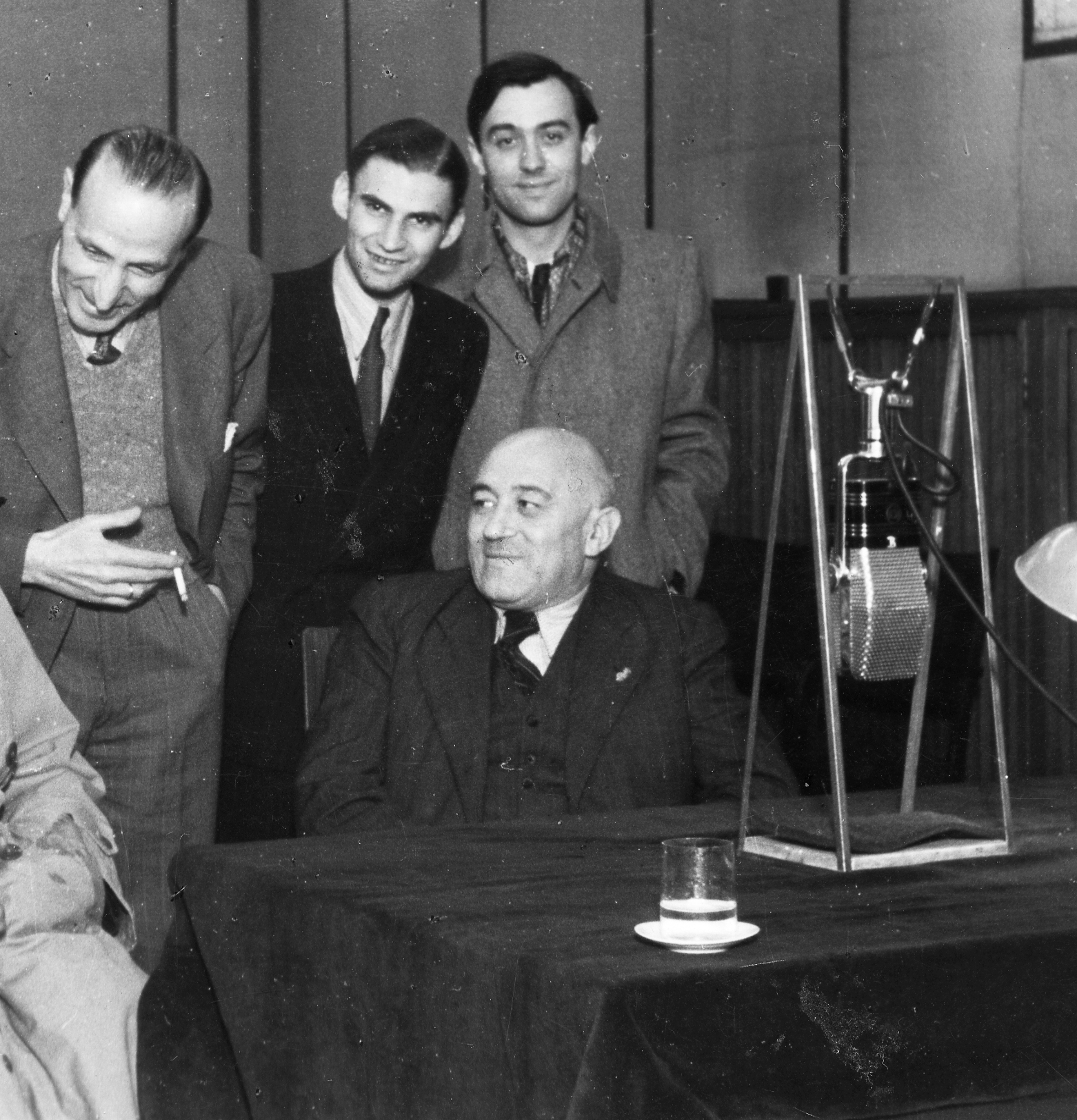
Mátyás Rákosi

Mátyás Rákosi, geboren als Mátyás Rosenfeld (Ada, 9 maart 1892 – Gorki, 5 februari 1971) was een Hongaars communistisch politicus. Tijdens de Eerste Wereldoorlog diende hij in het Oostenrijk-Hongaarse Leger. Hij werd krijgsgevangen gemaakt door de Russen. Tijdens de Russische Revolutie radicaliseerde hij en werd hij communist.
Na de Eerste Wereldoorlog keerde Rákosi naar Hongarije terug. Hij werd lid van de Hongaarse Communistische Partij. In 1919 trad hij al toe tot de radenregering van Béla Kun en werd volkscommissaris (minister). Hij werd tevens lid van de Revolutionaire Raad van de Radenrepubliek. Na de nederlaag van de radenrepubliek in augustus 1919 week Rákosi uit naar de Sovjet-Unie en werd een van de secretarissen van de Comintern. Hij werd een aanhanger van de Sovjetdictator Stalin. In 1924 keerde hij illegaal naar Hongarije terug en werd gevangengenomen. In 1940 werd hij geruild voor de door de Russen in 1849 buitgemaakte Hongaarse militaire standaards.
Na de verovering van Hongarije door de Sovjet-Unie in 1945 keerde Rákosi naar zijn geboorteland terug. Hij werd tot secretaris-generaal van de communistische Hongaarse Verenigde Socialistische Arbeiderspartij (MSZMP) gekozen. In de coalitieregeringen van Zoltán Tildy en Ferenc Nagy was hij vice-premier, en op 31 mei 1947 nam hij het premierschap over.
Na de uitroeping van de Hongaarse Volksrepubliek in 1948, werd hij de sterke man van het nieuwe regime. Opposanten, waaronder József kardinaal Mindszenty, leden van de Partij van de Kleine Landbouwers, de katholieke partijen en liberale partijen, alsmede intellectuelen en gewone burgers, boeren en arbeiders verdwenen achter de tralies. Hij dwong een fusie af met de sociaaldemocratische partij. De sociaaldemocraten die niet akkoord gingen met de fusie verdwenen eveneens achter de tralies. Volgens schattingen zaten er 100.000 mensen tijdens het Rákosi-bewind gevangen en 2000 werden er geëxecuteerd.
Partijsecretaris Rákosi "zuiverde" ook de eigen communistische partij. László Rajk (1909-1949), de minister van Buitenlandse Zaken en een invloedrijk Politbureaulid, werd als titoïst geëxecuteerd. Ongeveer 200.000 partijleden werden uit de partij gezet. In 1952 werd Rákosi premier. Hij was nu in feite de dictator van Hongarije. In maart 1953 overleed Rákosi's grote voorbeeld Stalin. De nieuwe Sovjetleider Nikita Chroesjtsjov ging een heel ander beleid voeren. Op bevel van Chroestsjov moest Rákosi de nodige hervormingen doorvoeren en werd Imre Nagy premier. Nagy voerde een gematigd beleid en zette de industrialisatie op een laag pitje.
In 1956 werd Rákosi als secretaris-generaal van de MSZMP afgezet en werd Ernő Gerő zijn opvolger. Rákosi week uit naar de Sovjet-Unie waar hij in 1971 te Gorki overleed.